# آبراهه بادگیر

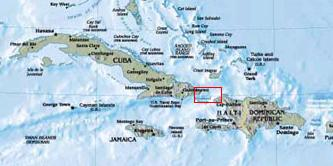
آبراهه بادگیر.

آبراهه بادگیر (فرانسوی: Passage au Vent‎) عنوان آبراهی است در دریای کارائیب میان جرایز کوبا و هیسپانیولا که بین دو منطقهٔ شرقی کوبا و شمال غربی هائیتی قرار دارد. این آبراهه دارای ۸۰ کیلومتر (۵۰ مایل) عرض و طول ۱٬۷۰۰ متر (۵٬۶۰۰ فوت) می‌باشد. 